# Carmenta macropyga
Carmenta macropyga is een vlinder uit de familie wespvlinders (Sesiidae), onderfamilie Sesiinae.
Carmenta macropyga is voor het eerst wetenschappelijk beschreven door Le Cerf in 1911. De soort komt voor in het Neotropisch gebied.